# Jacques Weber

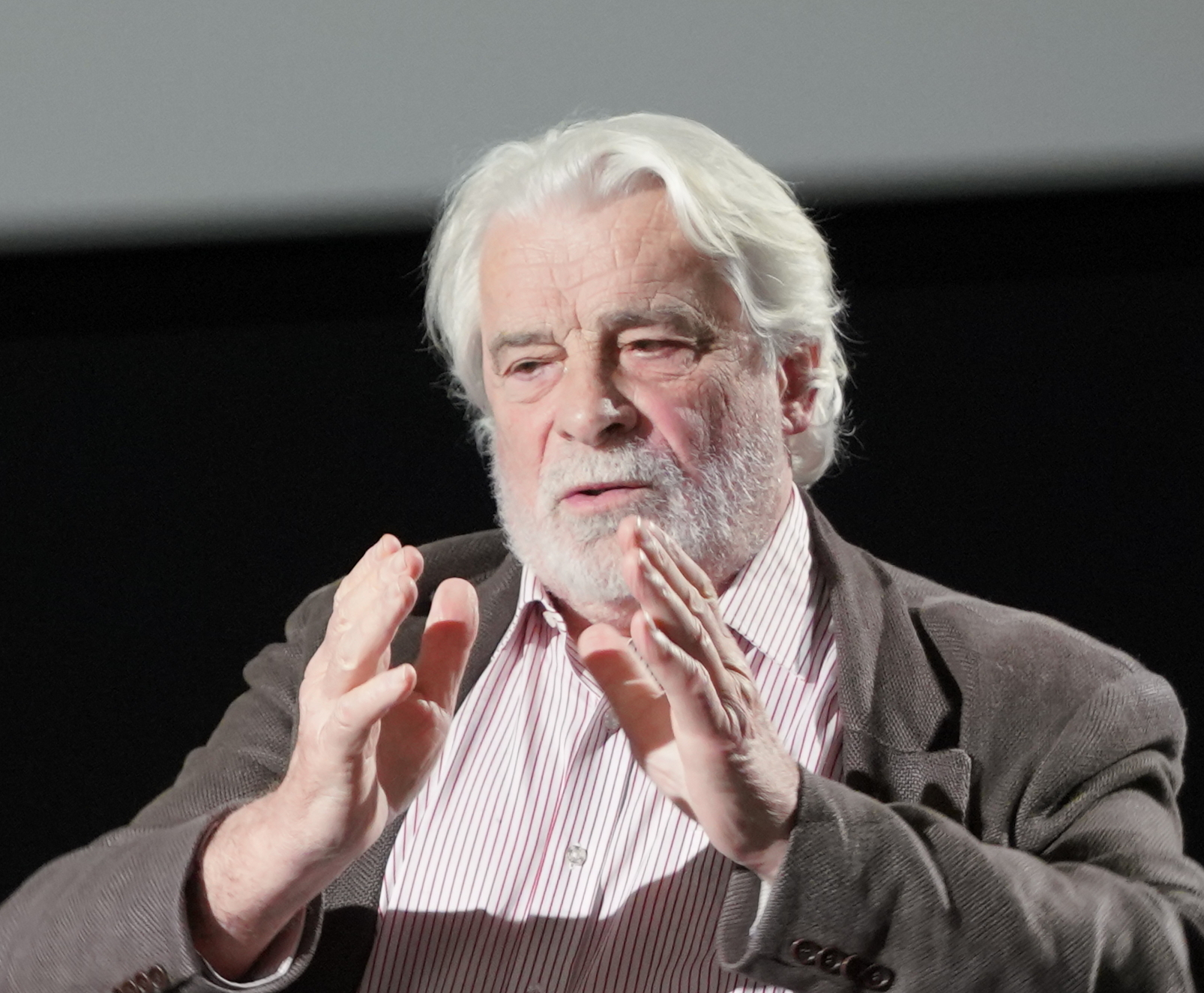
Jacques Weber 2022

Jacques Weber (* 23. August 1949 in Paris) ist ein französischer Schauspieler und Theaterregisseur.
Von 1979 bis 1985 war er Leiter des Théâtre du Huitième in Lyon und von 1986 bis 2002 des Théâtre national de Nice (Nizza).

## Leben
Als Sohn eines Chemikers Schweizer Abstammung in Paris geboren, wurde er 1969 am Conservatoire national supérieur d’art dramatique angenommen. 
Seit 1969 stand er regelmäßig auf der Theaterbühne, und Pierre Brasseur wurde zu seinem Mentor.
Sein Debüt hatte er am Théâtre Saint-Georges in Paris in der Komödie Tchao! an der Seite von Brasseur und Elisabeth Wiener. Ab den 1970er Jahren arbeitete er auch als Theaterregisseur. 1973 inszenierte er in Reims Les Fourberies de Scapin von Molière und spielte die Rolle des Argante.
1975 inszenierte er am Theater in St. Étienne Diderots Dialog Rameaus Neffe mit Jean-François Balmer als Spielpartner. 1992 brachte er in Nizza ein weiteres Mal einen Text von Diderot auf die Bühne unter dem Titel Mystification ou les Catins de Monsieur Diderot, das im folgen Jahr am Pariser Théâtre de Chaillot aufgeführt wurde.
2002 inszenierte er in Nizza die Tragödie Phèdre von Jean Racine mit Carole Bouquet in der Titelrolle und Niels Arestrup als Théramène. 2016 spielte er in Straßburg eine Rolle in Die Zeit und das Zimmer von Botho Strauss in einer Inszenierung von Alain Françon. Das Stück ging anschließend auf Tournee durch mehrere französische Städte und erlebte am Theater La Colline in Paris 25 Aufführungen. Im folgen Jahr inszenierte Peter Stein am Théâtre de la Porte Saint-Martin in Paris die Komödie Tartuffe von Molière mit Pierre Arditi in der Titelrolle und Jacques Weber als Orgon. 2021 spielte er zum ersten Mal die Rolle des Lear in Shakespeares Tragödie König Lear, eine Produktion des Théâtre Gymnase-Bernardines, Marseille und der Compagnie LG théâtre, Regie Georges Lavaudant. Das Stück ging anschließend auf Tournee durch Frankreich und nach Belgien.
2020 inszenierte Peter Stein am Théâtre de l’Atelier drei Einakter von Anton Tschechow unter dem Tiel Crise de nerfs, in denen Weber jeweils die Hauptrolle spielte. Für Weber war es die vierte Zusammenarbeit mit Peter Stein.
Seine ersten Auftritt im Film hatte er in der französischen Fernsehserie Au théâtre ce soir.
Seine zweite Filmrolle, den Haroun in Faustine et le Bel Été, spielte Jacques Weber 1972 an der Seite seiner ehemaligen Schulkameraden Francis Huster und Jacques Spiesser. Bekannt wurde Weber als Geiselnehmer Hugo in Constantin Costa-Gavras’ Der unsichtbare Aufstand. Jacques Weber wurde in den 1970er Jahren vorwiegend als Liebhaber eingesetzt, so neben Anicée Alvina in Sirenengesang (Femme fatale), zwischen den Freundinnen Claude Jade und Anny Duperey in Le malin plaisir und in Jeanne Moreaus Regiearbeit Mädchenjahre. 1980 erlangte er große Popularität als Edmond Dantès in der TV-Serie Der Graf von Monte Christo. Als Gegner Gérard Depardieus war er in Cyrano von Bergerac der Comte de Guiche und erhielt für seine Performance einen César als bester Darsteller in einer Nebenrolle. Zuvor hatte Jacques Weber am Theater in einer Inszenierung von Jérôme Savary selbst den Cyrano gespielt – allein 500 Mal. Er spielte viele weitere klassische Rollen, darunter Bel-Ami und Don Juan.

## Filmografie (Auswahl)
- 1972: Der unsichtbare Aufstand (Etat de siège)
- 1973: Kommando R.A.S. (R. A. S. – Rien à signaler) – Regie: Yves Boisset
- 1973: Privat-Vorstellung (Projektion privée) – Regie: François Leterrier
- 1974: Die Frau mit den roten Stiefeln (La femme aux bottes rouges)
- 1975: Aloise – Regie: Liliane de Kermadec
- 1975: Das schlaue Vergnügen (Le malin plaisir)
- 1975: Opfer der Leidenschaft (Une femme fatale) – Regie: Jacques Doniol-Valcroze
- 1978: Mädchenjahre (L’adolescente) – Regie: Jeanne Moreau
- 1979: Der Graf von Monte Christo (TV-Mehrteiler)
- 1984: Die Kunst, verliebt zu sein (Escalier C) – Regie: Jean-Charles Tacchella
- 1985: Samars erste Liebe (L’adolescente, sucre d’amour) – Regie: Jocelyne Saab
- 1988: Sabba - Die Hexe (La visione del Sabba)
- 1988: Rätselhafte Léa (Le crime d’Antoine) – Regie: Marc Rivière
- 1990: Cyrano von Bergerac (Cyrano de Bergerac)
- 1990: Das letzte Wort – Regie: Gilles Béhat
- 1993: Der Terroristenjäger: Der Fall J.N.B. (Antoine River – le juge du terrorisme: L’affaire J. N. B.) – Regie: Philippe Lefebvre
- 1996: Beaumarchais – Der Unverschämte (Beaumarchais, l’insolent)
- 1998: Que la lumière soit!
- 2002: Ruy Blas; auch Regie und Kamera
- 2003: Liebe auf Französisch (7 ans de mariage)
- 2006: Die Verlegerin und der Autor (Les ambitieux)
- 2007: Odette Toulemonde
- 2007: Das Vermächtnis der heiligen Lanze (La lance de la destinée, Miniserie)
- 2009: Betrüg mich! (Fais-moi plaisir!)
- 2012: Auf den Spuren des Marsupilami (Sur la piste du Marsupilami)
- 2016: Smrt u Sarajevu / Mort à Sarajevo – Regie: Danis Tanović
- 2017: La Mante (Fernsehserie)
- 2018–2019: Philharmonia (Fernsehserie) – Regie: Louis Choquette
- 2022: In Therapie (Fernsehserie) – 2. Staffel
- 2022: Haus der Lügen (L’origine du mal)
- 2024: Die Kinder sind Könige  (Les enfants sont rois, Miniserie)